# Rezerwat przyrody Wyspa na Jeziorze Chobienickim
Rezerwat przyrody Wyspa na Jeziorze Chobienickim – faunistyczny rezerwat przyrody położony w gminie Siedlec, powiecie wolsztyńskim (województwo wielkopolskie). Leży na Jeziorze Chobienickim na półwyspie, który przy wyższych stanach wody odcięty jest od lądu. 
Powierzchnia: 26,30 ha (akt powołujący podawał 26,15 ha).
Został utworzony w 1959 roku w celu ochrony miejsca lęgowego czapli siwej (Ardea cinerea) oraz starodrzewu sosnowo-dębowego. Obecnie jako cel ochrony podaje się „zachowanie rzadkich i chronionych gatunków fauny w położonym na wyspie kompleksie lasów liściastych i mieszanych”.

## Podstawa prawna
- Zarządzenie Ministra Leśnictwa i Przemysłu Drzewnego z dnia 2 lipca 1959 r. w sprawie uznania za rezerwat przyrody (M. P. z 1959 r. Nr 80, Poz. 421)
- Obwieszczenie Wojewody Wielkopolskiego z dn. 4.10.2001 r. w sprawie ogłoszenia wykazu rezerwatów przyrody utworzonych do dn. 31.12.1998 r.
- Zarządzenie Nr 2/12 Regionalnego Dyrektora Ochrony Środowiska w Poznaniu z dnia 17 kwietnia 2012 r. w sprawie rezerwatu przyrody „Wyspa na Jeziorze Chobienickim”